# 比察公園站
比察公園站（羅馬化：Bittsevsky park）是莫斯科地鐵布托沃線的一個車站，開通於2014年2月27日。比察公園站是一個換乘車站，在這裡可以換乘卡盧加－里加線的列車。